# Girl's Day
Girl's Day (coréen : 걸스데이) est un girl group sud-coréen des années 2010 formé par Dream Tea Entertainment (ko), une filiale de KOSDAQ-Wellmade Star M (ko). Le groupe est composé de quatre membres : Sojin, Minah, Yura et Hyeri.

## Carrière

### Avant le groupe
Dream Tea commence les promotions pour Girl's Day avant ses débuts avec la création d'un blog officiel, d'une chaine Youtube et d'un compte Twitter pour le groupe et chacune des membres. Un forum créé par les fans est reconnu par la compagnie comme leur forum international officiel. Avant ses débuts le groupe a aussi tenu des flash mobs de danse dans les quartiers commerciaux et de divertissement de Séoul, suscitant ainsi l'intérêt du public.

### 2010: débuts, changement de membres etNothing Lasts Forever

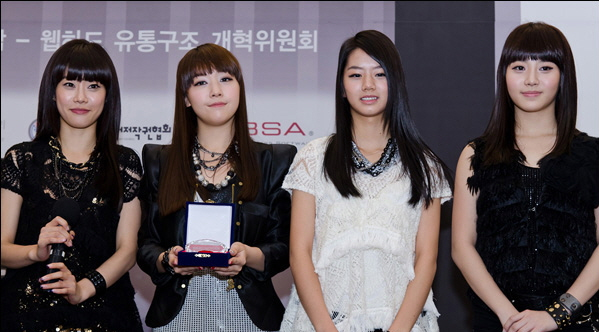
De gauche à droite : Sojin, Minah, Hyeri et Yura en novembre 2010.

Le 7 juillet 2010, le groupe sort son premier MV pour le titre Tilt My Head. Deux jours plus tard sort leur premier mini-album, Girl's Day Party. Le 12 septembre, seulement deux mois après leurs débuts, il est annoncé que les membres Ji Sun et Ji In ont quitté le groupe pour poursuivre leurs intérêts personnels ; elles seront remplacées par Yura et Hyeri. Le 29 novembre, le groupe reformé sort son premier single digital, Girl's Day Party 2, avec le titre-phare, Nothing Lasts Forever (잘해줘봐야; Jalhaejwo Bwaya).
En décembre 2010, Girl's Day a son premier show TV avec le boys band U-Kiss. L'émission, We Are Dating, est un spin-off du célèbre show TV We Got Married, mettant ensemble trois membres de chaque groupe pour la première saison.

### 2011:Twinkle Twinkle,EverydayetDon't Flirt
Le single Twinkle Twinkle (반짝반짝 Banjjak Banjjak) est sorti le 16 mars 2011. Le 17 mai, Girl's Day a tenu son premier concert à l'étranger, en Taïwan avec U-Kiss et Super Junior-M. Le concert, I Love You Taiwan - We are friends Concert (사랑해(莎朗嘿) 台灣! We are friends 演唱會), a été tenu par Korea Tourism Organization Taipei, l'office de Taïwan en Taipei International Convention Center.
Le second mini-album de Girl's Day, Everyday, est publié le 7 juillet 2011. Outre le titre-phare, Hug Me Once (한번만 안아줘 Hanbeonman Anajwo), l'album contient aussi la chanson nommée Young Love, ainsi que leurs anciens titres Nothing Lasts Forever et Twinkle Twinkle. C'était la première fois que les membres Yura et Hyeri participaient à un album sorti en version physique car jusque-là elles n'avaient participé qu'aux versions digitales. Sur la photo de couverture de l'album, on y voit les membres vêtues de robes de mariée, car c'était le concept de l'album. Le MV pour Hug Me Once a été produit par Metaoloz,. Les promotions pour Hug Me Once ont commencé le 8 juillet au KBS Music Bank, et se sont finies le 6 août au Show! Music Core.
En septembre, le groupe publie un nouveau single nommé Girl's Day Party#4 avec le titre principal Don't Flirt (너, 한눈 팔지마! Neo, Hannun Paljima!). Don't Flirt a été écrit et produit par Gang Jeon Hyong et Nam Kisang, les mêmes producteurs que pour les titres Twinkle Twinkle et Hug Me Once.

### 2012:Everyday 2, départ de Jihae etDon't Forget Me

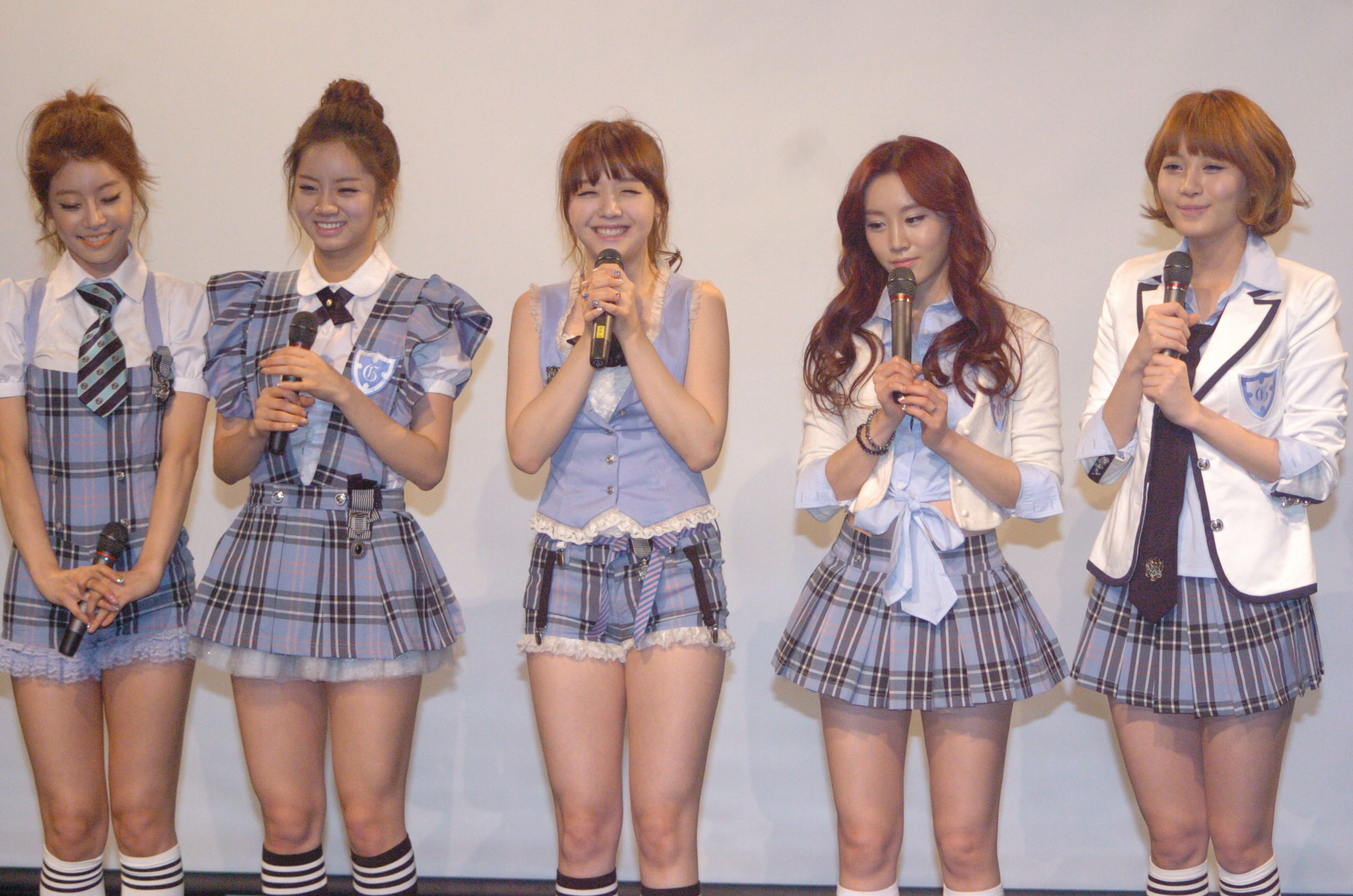
Girl's Day en 2012.

Girl's Day sort son troisième mini-album, Everyday 2, le 17 avril 2012. Incluant le titre-phare Oh! My God, Don't Flirt, Two of Us (둘이서 Duriseo), et Telepathy, la dernière a d'ailleurs été écrite et produite par Sojin. Les promotions pour Oh! My God ont commencé le 19 avril au M! Countdown de Mnet.
Le 17 octobre, Dream Tea a révélé que Jihae quitte le groupe pour des raisons personnelles. Les quatre membres restantes de Girl's Day font leur comeback le 26 octobre avec la chanson Don't Forget Me provenant de leur cinquième single, Girl's Day Party #5. Le MV pour ce titre dévoile une histoire dramatique mettant en vedette Hyeri. Le même jour, Girl's Day a tenu la première performance de cette chanson au Music Bank.

### 2013:ExpectationetFemale President

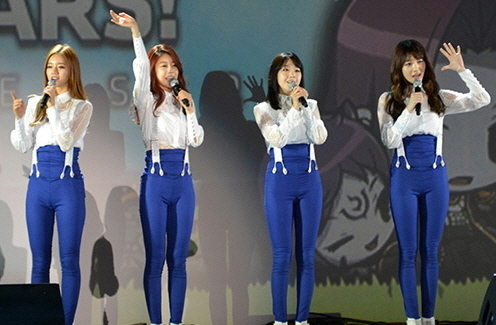
Girl's Day en 2013.

Girl's Day sort le single White Day le 20 février 2013. Le 14 mars, l'album Expectation est publié, coïncidant avec le White Day. Le MV pour le titre-phare est aussi nommé Expectation. La chanson est un succès commercial et a reçu le prix de Long-Run Song Award au 3e Gaon Chart K-Pop Awards. Girl's Day sort la version repackage de Expectation nommé Female President avec le titre-phare du même nom le 24 juin. Le 7 juillet, le groupe gagne la première place d'un programme de classement musical, Inkigayo, depuis ses débuts avec Female President. Cependant, en raison de report de la diffusion en respect aux personnes décédées lors du crash du  Vol Asiana Airlines 214, elles n'ont pas eu la chance de recevoir leur trophée le jour même. Female President a aussi été nommé comme l'une des 20 meilleures chansons de 2013 par Billboard Korea.
Le 16 octobre, Girl's Day sort le titre Let's Go, qui a été écrit et composé par Sojin, pour encourager les étudiants universitaires à atteindre leurs rêves.

### 2014:Everyday 3,Everyday 4etI Miss You
Le 3 janvier 2014, le groupe sort son troisième mini-album, Everyday 3. L'album contient les chansons G.D.P (Intro), Something, Whistle (휘파람), et Show You, elles ont toutes été écrites et composées par Duble Sidekick. Le MV pour le titre-phare, Something, a atteint le million de vues en moins de 24 heures et a atteint la première place de six sites de musique majeurs : Mnet, Soribada, Bugs, Naver Music, Daum Music et Monkey3. Something est devenu le titre le mieux classé du groupe, se retrouvant 2e du Billboard Korea K-Pop Hot 100 et du Gaon Digital Chart. Il a été numéro 2 du Gaon Digital Chart (du 1er janvier au 31) et est resté dans le top 10 du K-Pop Hot 100 pendant 8 semaines. Les promotions pour Something ont commencé le 3 janvier, au KBS Music Bank, la chanson a gagné cinq fois la première d'un programme de classement musical. Plus tard en 2014, Something gagne le prix de Best Dance Performance par un groupe féminin (Female Group) au Mnet Asian Music Awards.
Le 14 juillet, le titre Darling sorti en même temps que l'album duquel il est issu, Everyday 4, encore une fois produit par Duble Sidekick. L'album inclut les pistes Summer Party (Intro), Look At Me, et Timing. Le 15 octobre, Girl's Day sort une ballade, I Miss You, qui n'est pas sortie sous la forme d'un CD mais d'une carte intelligente,. Le 26 novembre, Girl's Day sort un album compilation, Best Album, au Japon.

### Depuis 2015:Hello Bubble,Ring My Bell, débuts japonais,Everyday 5et séparation

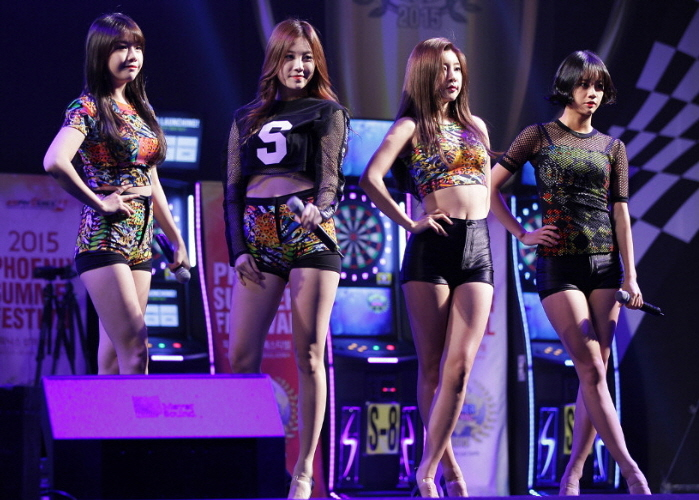
Girl's Day en 2015. De gauche à droite : Minah, Yura, Sojin et Hyeri

Le 16 mars 2015, Minah fait ses débuts solo avec le mini-album I Am a Woman too. Pour cette occasion, le MV du titre-phare du même nom est mis en ligne.
Le 12 mai, Girl's Day sort le single Hello Bubble en collaboration avec Mise-en-scène pour faire la promotion de leur gamme de produits capillaires.
Girl's Day sort son second album, LOVE, avec le titre-phare Ring My Bell, dont le MV est mis en ligne le même jour que la sortie de l'album, le 6 juillet 2015. L'album inclut les pistes With Me, Come Slowly, Macaron et Top Girl.
Le 13 août, les Girl's Day annoncent qu'elles feront leurs débuts au Japon le 30 septembre avec l'album Girl's Day 2015 Autumn Party contenant les versions japonaises de Darling, Twinkle Twinkle et Ring My Bell. Darling sera le principal single promotionnel et a été accompagné d'un MV qui a été mis en ligne le 17 septembre.
Le 27 mars 2017, après plus de 21 mois d'absence depuis LOVE, le groupe fait son grand retour avec le single album Everyday 5, et la chanson I'll Be Yours. Le clip a dépassé les 2 millions de vues en 24 heure. L'album débute à la 7e place du Billboard World Albums Chart, leur toute première entrée, tandis que la chanson débute à la 3e place du Gaon Digital Chart, leur 7e top 5 de leur carrière.
Le 11 janvier 2019, les quatre membres ont décidé de ne pas renouveler leur contrat avec Dream T Entertainment, mais ont déclaré qu'elles ne s'étaient pas séparés.

## Membres
| Nom de scène | Nom de scène | Nom de naissance | Nom de naissance | Date de naissance        | Nationalité  | Position                                                      |
| Romanisé     | Coréen       | Romanisé         | Coréen           | Date de naissance        | Nationalité  | Position                                                      |
| ------------ | ------------ | ---------------- | ---------------- | ------------------------ | ------------ | ------------------------------------------------------------- |
| Sojin        | 소진         | Park So Jin      | 박소진           | 21 mai 1986 (37 ans)     | Sud-coréenne | Leader, chanteuse principale                                  |
| Yura         | 유라         | Kim Ah Young     | 김아영           | 6 novembre 1992 (31 ans) | Sud-coréenne | Rappeuse principale, danseuse secondaire, chanteuse, visuelle |
| Minah        | 민아         | Bang Min Ah      | 방민아           | 13 mai 1993 (30 ans)     | Sud-coréenne | Chanteuse principale                                          |
| Hyeri        | 혜리         | Lee Hye Ri       | 이혜리           | 9 juin 1994 (29 ans)     | Sud-coréenne | Danseuse principale, chanteuse, maknae (la plus jeune)        |

### Anciens membres
- Woo Ji-hae (우지해), elle quitte le groupe en octobre 2012 pour se focaliser sur ses études et pour des raisons personnelles[11].
- Hwang Ji-sun (황지선), elle quitte le groupe en septembre 2010 pour étudier la musique[37]. En 2011, elle change son nom de scène pour JN et rejoint le girl group New.F.O[38].
- Lee Ji-in (이지인), elle quitte le groupe en septembre 2010 pour poursuivre une carrière d'actrice[39]. En 2014, elle rejoint le girl group débutant Bebop[40].

## Discographie

### Albums en coréen
- Expectation (2013)
- Female President (2013)
- Love (2015)

### Albums en japonais
- Girl’s Day 2015 Autumn Party (2015)

## Distinctions

### Émissions musicales

#### Inkigayo
| Année | Date       | Chanson            |
| ----- | ---------- | ------------------ |
| 2013  | 7 juillet  | "Female President" |
| 2014  | 12 janvier | "Something"        |
| 2014  | 2 février  | "Something"        |
| 2014  | 27 juillet | "Darling"          |

#### Show Champion
| Année | Date       | Chanson     |
| ----- | ---------- | ----------- |
| 2014  | 8 janvier  | "Something" |
| 2014  | 30 juillet | "Darling"   |

#### Show! Music Core
| Année | Date       | Chanson     |
| ----- | ---------- | ----------- |
| 2014  | 11 janvier | "Something" |
| 2014  | 26 juillet | "Darling"   |

#### M! Countdown
| Année | Date       | Chanson     |
| ----- | ---------- | ----------- |
| 2014  | 6 février  | "Something" |
| 2014  | 13 février | "Something" |